# Francesco Marino (vescovo)
Francesco Marino (Cesa, 24 novembre 1955) è un vescovo cattolico italiano, dall'11 novembre 2016 vescovo di Nola.

## Biografia
Nasce a Cesa, in provincia di Caserta e diocesi di Aversa, il 24 novembre 1955.

### Formazione e ministero sacerdotale
Frequenta gli studi presso il Pontificio seminario campano interregionale di Posillipo a Napoli.
Il 6 ottobre 1979 è ordinato presbitero per la diocesi di Aversa.
Dal 1991 è vicario episcopale mentre nel 1992 diventa assistente ecclesiastico diocesano dell'Azione Cattolica.
Nel 1997 viene nominato cappellano di Sua Santità.

### Ministero episcopale
Il 13 novembre 2004 papa Giovanni Paolo II lo nomina vescovo di Avellino; succede ad Antonio Forte, dimessosi per raggiunti limiti di età. L'8 gennaio 2005 riceve l'ordinazione episcopale, nella cattedrale di Aversa, dal cardinale Crescenzio Sepe, prefetto della Congregazione per l'evangelizzazione dei popoli, co-consacranti l'arcivescovo Mario Milano, vescovo di Aversa, e il vescovo emerito di Avellino Antonio Forte. Il 14 gennaio seguente prende possesso della diocesi.
Nel 2011 viene eletto delegato dei vescovi firmatari della convenzione del Pontificio seminario campano interregionale di Napoli (Posillipo).
L'11 novembre 2016 papa Francesco lo nomina vescovo di Nola; succede all'arcivescovo Beniamino Depalma, dimessosi per raggiunti limiti di età. Il 15 gennaio 2017 prende possesso della diocesi.

## Genealogia episcopale e successione apostolica
La genealogia episcopale è:
- Cardinale Scipione Rebiba
- Cardinale Giulio Antonio Santori
- Cardinale Girolamo Bernerio, O.P.
- Arcivescovo Galeazzo Sanvitale
- Cardinale Ludovico Ludovisi
- Cardinale Luigi Caetani
- Cardinale Ulderico Carpegna
- Cardinale Paluzzo Paluzzi Altieri degli Albertoni
- Papa Benedetto XIII
- Papa Benedetto XIV
- Papa Clemente XIII
- Cardinale Enrico Benedetto Stuart
- Papa Leone XII
- Cardinale Chiarissimo Falconieri Mellini
- Cardinale Camillo Di Pietro
- Cardinale Mieczysław Halka Ledóchowski
- Cardinale Jan Maurycy Paweł Puzyna de Kosielsko
- Arcivescovo Józef Bilczewski
- Arcivescovo Bolesław Twardowski
- Arcivescovo Eugeniusz Baziak
- Papa Giovanni Paolo II
- Cardinale Crescenzio Sepe
- Vescovo Francesco Marino

La successione apostolica è:
- Vescovo Sergio Melillo (2015)

## Araldica
| Stemma | Descrizione                                      | Blasonatura |
| ------ | ------------------------------------------------ | --- |
|        | Francesco Marino Vescovo di Avellino (2004-2016) | Partito: in verde, a cinque spighe d'oro, due in banda, una in palo e due in sbarra, sormontate da un bisante d'argento caricato del trigramma IHS di nero a sua volta sormontato da una colomba con le ali spiegate d'argento, nimbata e membrata d'oro; al capo d'azzurro caricato di una stella (8) d'argento.                                                                     |
|        | Francesco Marino Vescovo di Nola (dal 2016)      | Partito: nel 1º di verde, a cinque spighe d'oro, due in banda, una in palo e due in sbarra, sormontate da un bisante d'argento caricato del trigramma IHS di nero a sua volta sormontato da una colomba con le ali spiegate d'argento, nimbata e membrata d'oro; nel 2º dell'ultimo, alla campana al naturale posta in banda; al capo d'azzurro caricato di una stella (8) d'argento. |